# Heinz Dobberstein
Heinz Dobberstein (* 21. Mai 1925 im Brunow, Kreis Oberbarnim; † 17. Mai 2014) war ein deutscher Politiker (PDS)
Von 1939 bis 1942 machte Dobberstein eine Berufsausbildung zum Dreher in Eberswalde. Er war von 1939 bis 1950 als Dreher, Soldat, Schlosser und staatlich geprüfter Masseur aktiv. Danach arbeitete er an der Arbeiter-und-Bauern-Fakultät Potsdam. Von 1953 bis 1960 war er Abteilungsleiter und Sekretär für Wirtschaft bei der SED-Kreisleitung Eberswalde/Bernau. 1954 begann er ein Fernstudium der Wirtschaftswissenschaften an der Humboldt-Universität Berlin und der Karl-Marx-Universität Leipzig, das er 1959 beendete. Er war danach von 1960 bis 1990 kaufmännischer und ökonomischer Direktor.
1990 wurde Dobberstein Mitglied des Kreistages Barnim und 1993 wurde er Ortsvorsteher in Sommerfelde. Von 1999 bis 2004 war er Mitglied des brandenburgischen Landtags. In dieser Zeit vertrat er den Landtagswahlkreis Barnim III und war zudem Alterspräsident.